# Universidad de San Marino
La Universidad de los Estudios de la República de San Marino (en italiano: Università degli Studi della Repubblica di San Marino) es una universidad con sede en Montegiardino y en la ciudad de San Marino en la República de San Marino. Fue inaugurada el 31 de octubre de 1985.
Cuenta con 6 departamentos:
- Departamento de Estudios Biomédicos
- Departamento de Comunicación
- Departamento de Economía y Tecnología
- Departamento de Educación y Capacitación
- Departamento de Estudios Históricos (integrado por la Scuola Superiore di Studi Storici y el Centro di Studi Storici)
- Departamento de Estudios Jurídicos

Su biblioteca cuenta con más de 30.000 libros.